# 槙本稔己
槙本 稔己（まきもと としき、1999年6月12日 - ）は、日本のサッカー選手、YouTuber。ポジションはミッドフィールダー。